# White Creek (Firehole River)
Der White Creek (englisch für weißer Bach) ist ein etwa 13 km langer, rechter Nebenfluss des Firehole River im Nordwesten des US-Bundesstaates Wyoming. Er fließt auf seiner gesamten Länge durch den Yellowstone-Nationalpark.

## Verlauf
Der White Creek entspringt nordöstlich der De Lacy Lakes auf dem zentralen Hochplateau des Yellowstone-Nationalparks im nördlichsten Teton County auf einer Höhe von etwa 2615 m. Er fließt zunächst in nördliche, später in nordöstliche Richtung und erreicht nach etwa 10 km mit der White Creek Group den südöstlichsten Teil des Unteren Geysir-Beckens. Dort passiert er zahlreiche Geysire und Thermalquellen, darunter Spindle Geyser, Five Sisters Springs, Octopus Spring, Broken Egg Spring und Buffalo Pool. Unweit des Great Fountain Geyser unterquert der Fluss den Firehole Lake Drive, bevor er sich westlich des White-Dome-Geysers nach Westen wendet. Weiter flussabwärts unterquert der White Creek die Grand Loop Road (U.S. Highway 191) und nimmt den Abfluss zahlreicher weiterer Geysire und Thermalquellen auf. Nach 13 km mündet er auf einer Höhe von 2196 m in den hier nach Norden fließenden Firehole River.

## Hydrologie
Der White Creek ist als Nebenfluss des Firehole River Teil des Einzugsgebietes des Madison River, der über Missouri und Mississippi in den Golf von Mexiko entwässert. Das Einzugsgebiet des White Creek umfasst ein Areal von 30 km² und grenzt an die Einzugsgebiete von Tangled Creek im Norden, Juniper Creek im Osten, De Lacy Creek im Südosten sowie Mallard Creek im Südwesten.

## Galerie

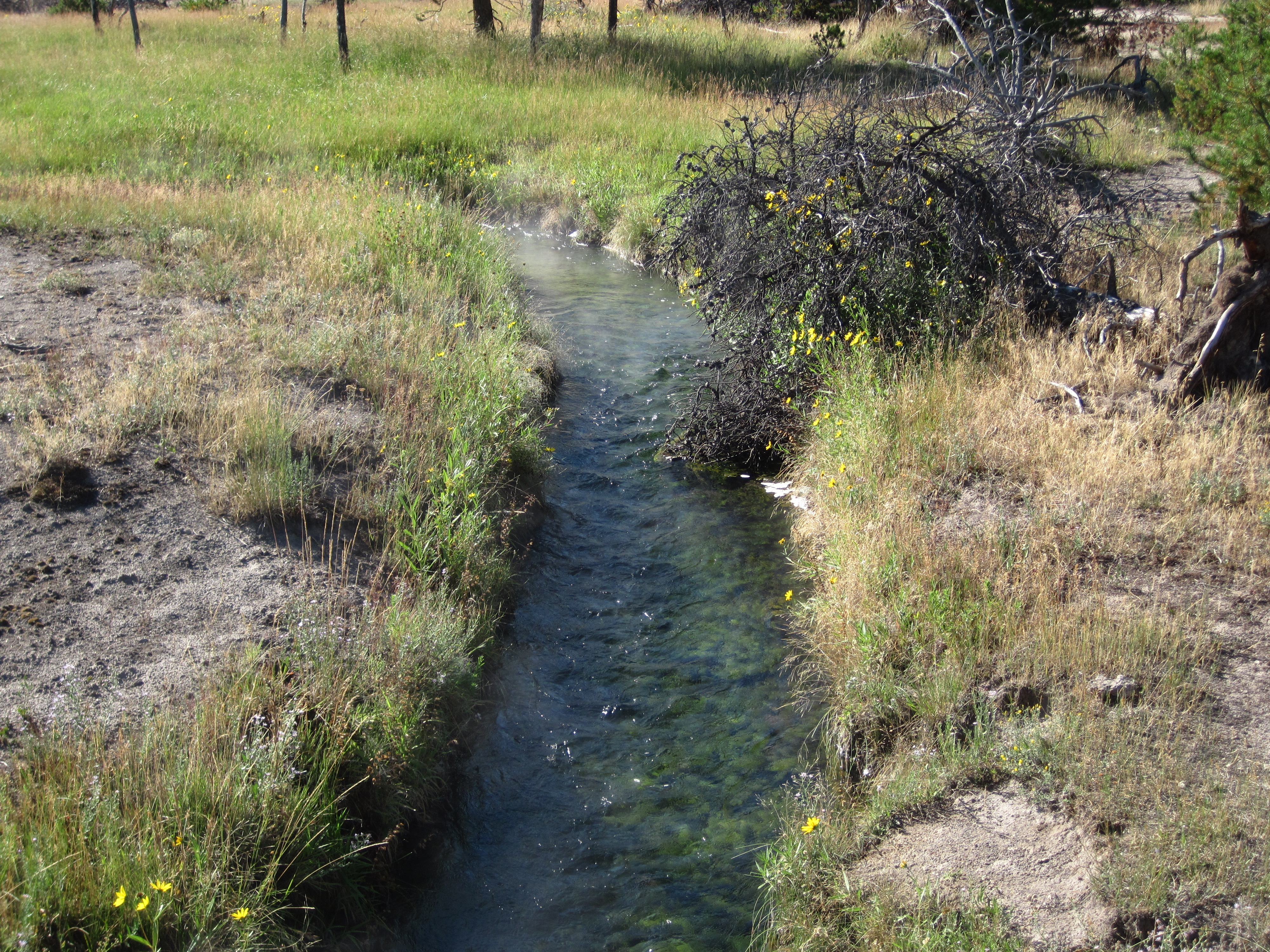
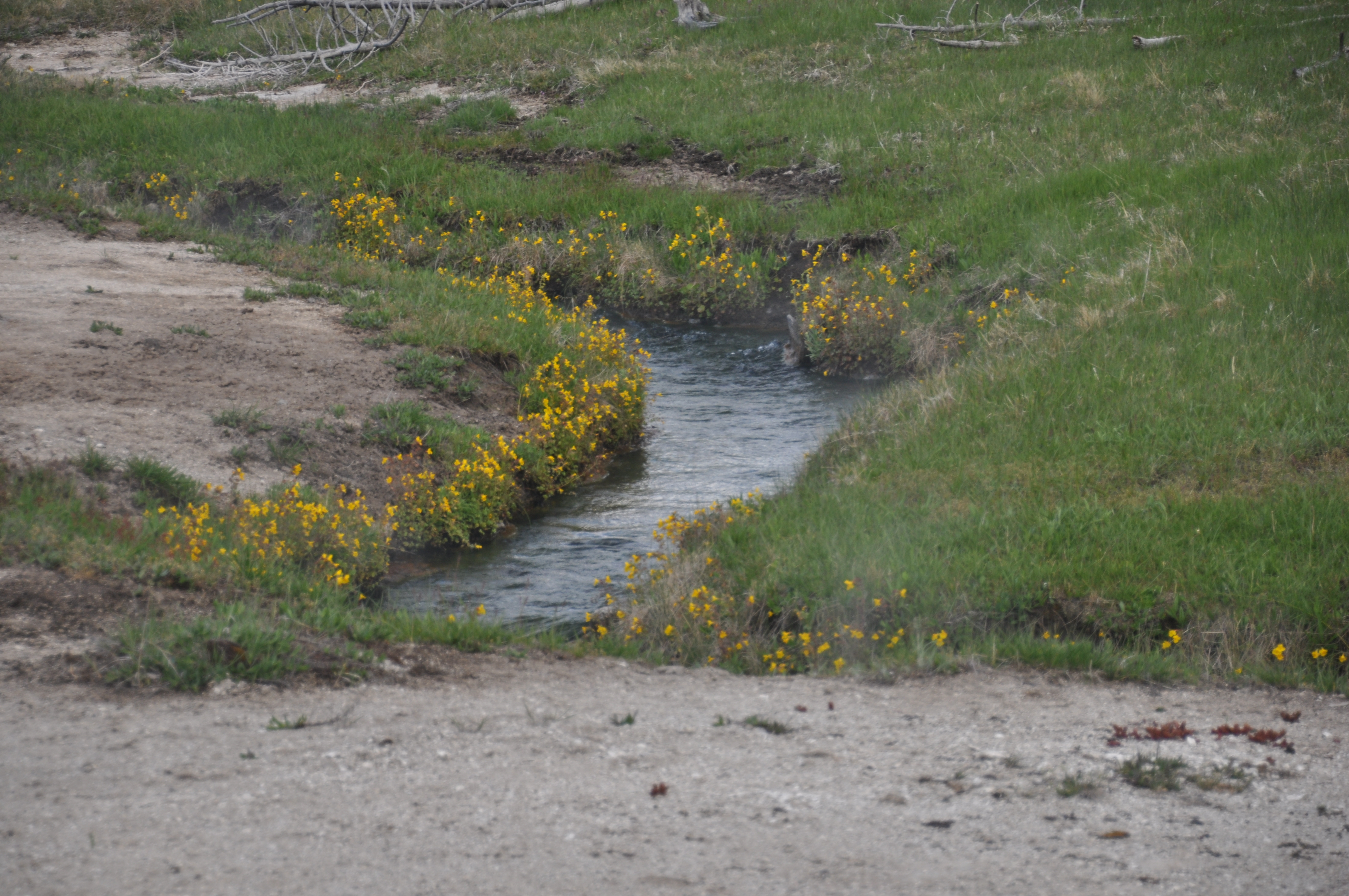
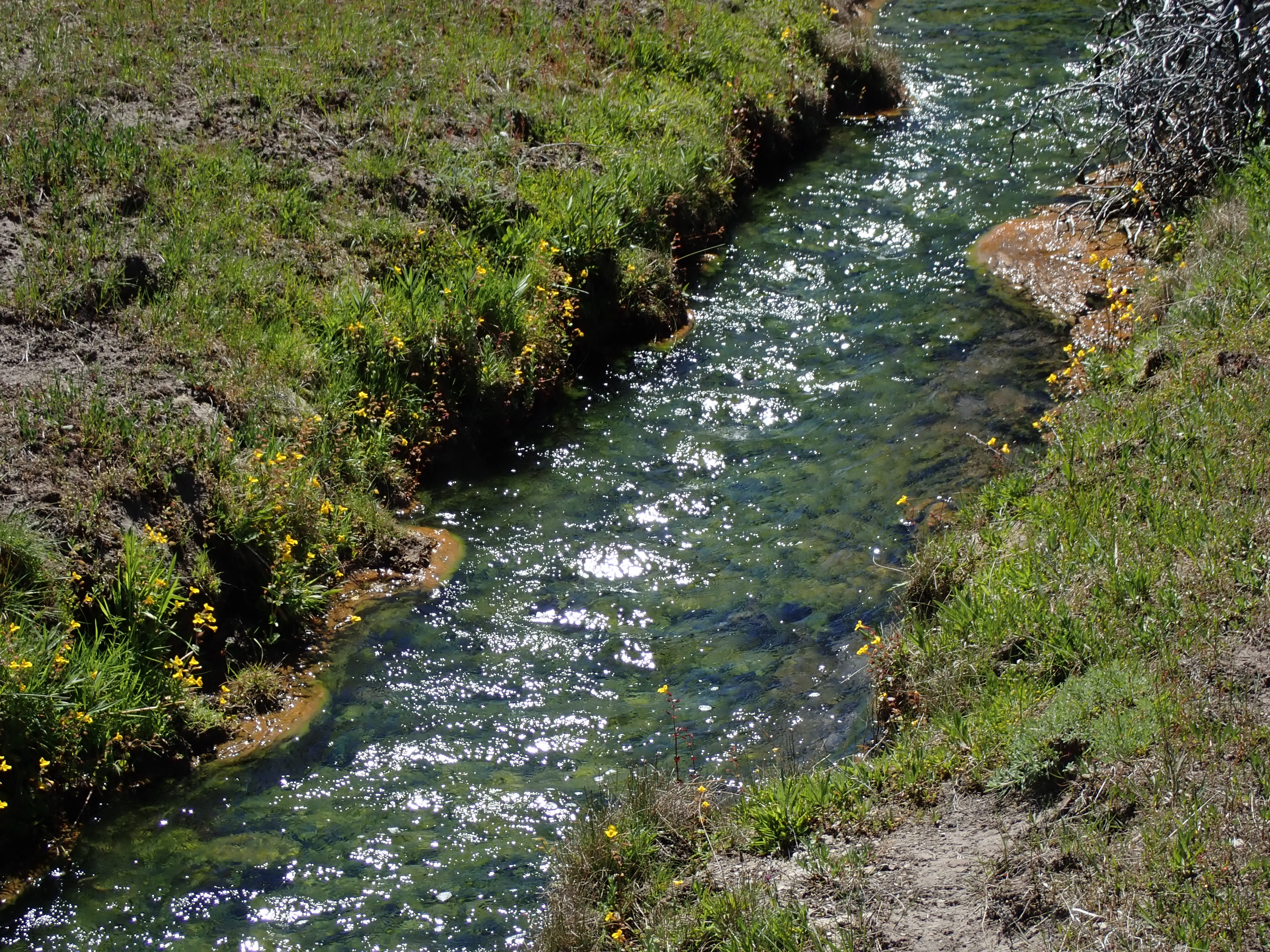
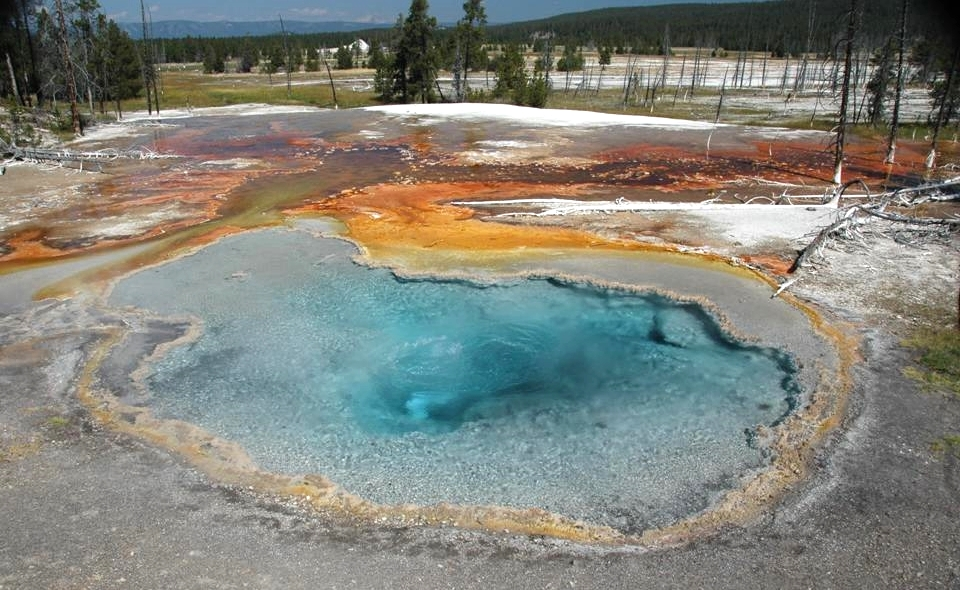
Firehole Spring mit dem White Creek im Hintergrund

## Belege
1. ↑  White Creek (Firehole River). In: Geographic Names Information System. United States Geological Survey, United States Department of the Interior (englisch).